# Ge'ez

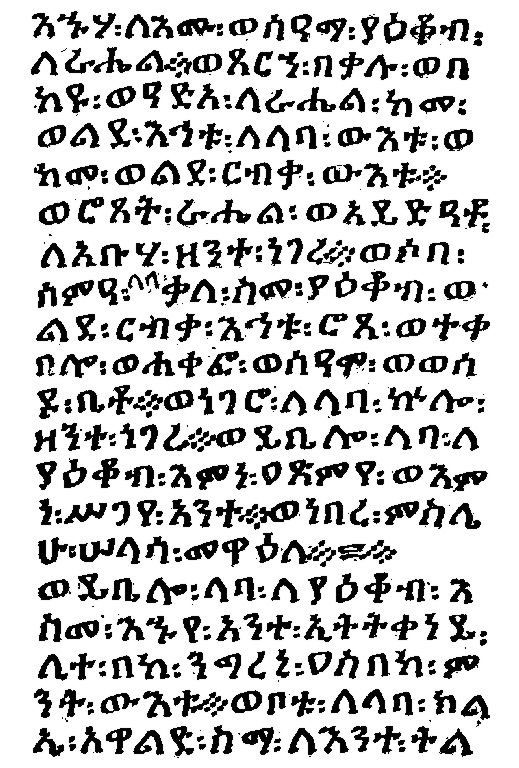
Deel van Genesis in het Ge'ez

Het Ge'ez (ግዕዝ, /gē-ĕz'/, /gŭ'əz/), ook Gi'iz  genoemd, is een oude Afro-Aziatische taal, verwant met het Tigrinya, Amhaars en andere moderne Semitische talen die worden gesproken in Ethiopië en Eritrea. Het Ge'ez wordt als liturgische taal nog gebruikt in de Eritrees-Orthodoxe Kerk en in de Ethiopisch-Orthodoxe Kerk. De taal is echter als spreektaal uitgestorven. In Ethiopië spreekt men tegenwoordig het Amhaars en het Tigrinya, waarvan het gebruikte schrift een aanpassing is van het Ge'ezschrift.